# Monte Tobbio
Il monte Tobbio (Tubiu in ligure bosiese, monte Tuggiu in ligure) è la montagna posta al centro del Parco naturale delle Capanne di Marcarolo.

## Toponimo
Il nome della montagna deriva probabilmente dal termine germanico tug (capanna).

## Descrizione
La montagna si trova a nord dello spartiacque padano/ligure; rispetto a tutti gli altri rilievi di questa porzione di Appennino, il Tobbio spicca per la grande visibilità (dalla pianura antistante), dovuta ai suoi versanti spogli e particolarmente scoscesi.
Sulla cima vi è una chiesetta edificata nel 1897 e dedicata a Nostra Signora di Caravaggio e un rifugio d'emergenza di proprietà del Club Alpino Italiano di Novi Ligure. Dalla sua cima si possono scorgere sia il golfo di Genova, distante soli 18 km in linea d'aria, che le colline della Langa e del Monferrato che vaste porzioni dell'arco alpino e, in giornate di eccezionale visibilità, la Corsica.

## Accesso alla cima

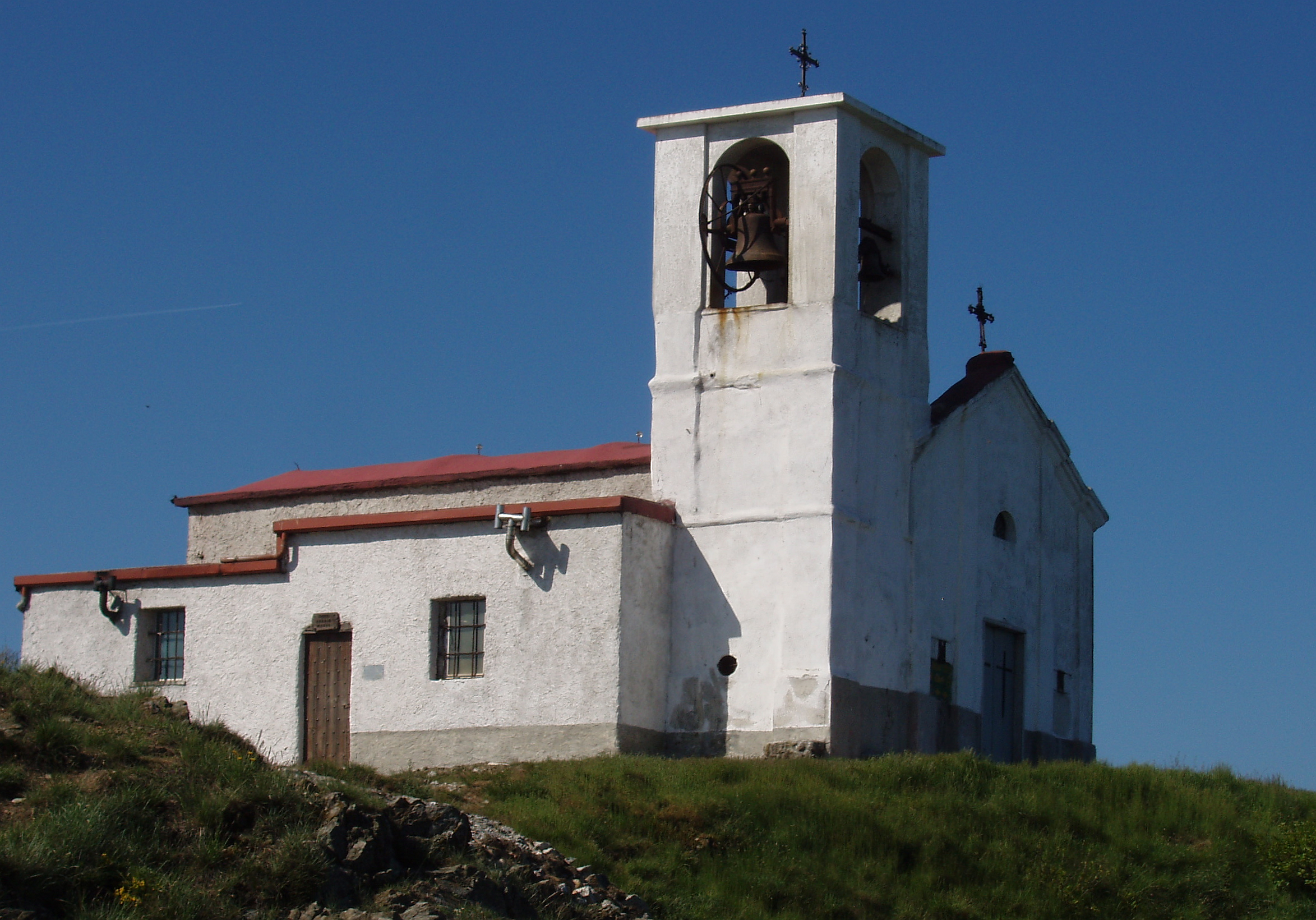
La chiesetta sulla cima

Oltre che raggiungibile dalla vicina Voltaggio, si può anche arrivare al Tobbio attraverso la strada panoramica proveniente dal comune di appartenenza, Bosio, che ne mostra uno dei profili più interessanti.
Caratteristica è la passeggiata natalizia in notturna che i vari CAI della provincia organizzano ogni anno per la sera del 25 dicembre con partenza dal Valico degli Eremiti, crocevia dove si incontrano le tre strade provenienti dalle Capanne di Marcarolo, da Bosio e da Voltaggio, posto immediatamente a nord del Monte.

## Storia
Durante la Resistenza tutta la zona attorno al monte è stata sede di diverse brigate partigiane e luogo di scontri e battaglie.